# Медіа-моніторинг
Медіамоніторинг — це діяльність з моніторингу виходу друкованих, онлайнових та телевізійних засобів масової інформації.

## У бізнесі
У комерційній сфері ця діяльність, як правило, здійснюється вдома або в службі моніторингу засобів масової інформації, приватній компанії, яка надає такі послуги іншим компаніям, організаціям та приватним особам на основі підписки.
Послуги, які надають компанії з моніторингу ЗМІ, зазвичай включають систематичний запис радіо- та телевізійних передач, збір пресвиходів із друкованих видань, збір даних з онлайн-джерел інформації. Зібраний матеріал, як правило, складається з будь-якого медіавиходу, який посилається на клієнта, його діяльність та / або визначені теми інтересів. Моніторинг онлайнових споживчих джерел, таких як блоги, форуми й соціальні мережі, який інформує компанію про те, як її послуга або продукт сприймається користувачами.
Під час моніторингу соціальних медіа може бути корисним для компанії реагувати на якомога більше повідомлень. Не всі коментарі будуть позитивними, але для клієнтів добре знати, що їх чують. Важливо також мати на увазі, щоб не видаляти будь-який несприятливий вміст зі сторінки соціальних медіа, яку ви керуєте. Ви повинні припустити, що щось в Інтернеті було побачено принаймні однією людиною, незалежно від того, наскільки швидко ви її видалили. Видалення коментаря може змусити компанію виглядати ще гірше і дати уявлення про прикриття, яке передбачає вину на частину компанії.
Більшість засобів масової інформації здійснюється в рамках приватних агентств зі зв'язків з громадськістю або підприємств, які працюють у секторі зв'язків з громадськістю. Публіцисти відстежуватимуть, скільки разів компанія згадувалася в різних платформах. Деякі з основних платформ включають журнали, газети, блоги та соціальні медіа. Ці записи згадуються як «вирізки» і складаються в щомісячні звіти фірми зі зв'язків з громадськістю. Ці вирізки подаються клієнту разом з тиражем і враженнями від цих платформ. Циркуляція — це кількість абонентів або глядачів, яких має платформа, а враження розраховуються шляхом множення тиражу на три. Враження розраховуються лише для друкованих ЗМІ, оскільки передбачається, що друковані ЗМІ розповсюджуватимуться за попередніми абонентами. Ці цифри розраховані на те, щоб показати клієнтові, скільки людей досягло їхнього повідомлення. Моніторинг ЗМІ є корисним інструментом для оцінки зусиль і прогресу PR-фірми.

## У соціальних науках
У наукових колах моніторинг ЗМІ розгортається соціальними вченими в спробі виявити напрямок упередженості в тому, як одна й та ж подія представлена в різних засобах масової інформації, серед засобів масової інформації різних країн, аналіз змісту новин тощо.

## Залучення технологій
Моніторинг засобів масової інформації практично досягається за допомогою комбінації технологій, включаючи аудіо- та відеозапис, видобування тексту — швидкі текстові сканери та програмне забезпечення для розпізнавання тексту — і реальних читачів і аналітиків. Автоматизація процесу рекомендована і може бути частково досягнута шляхом розгортання data mining і машинного навчання техніки.